# Akaguya
Akaguya är ett vattendrag i Burundi.   Det ligger i provinsen Gitega, i den centrala delen av landet, 80 kilometer öster om huvudstaden Bujumbura.
Omgivningarna runt Akaguya är en mosaik av jordbruksmark och naturlig växtlighet. Runt Akaguya är det ganska tätbefolkat, med 111 invånare per kvadratkilometer.